# Pseudostygarctus
Genre
Pseudostygarctus est un genre de tardigrades de la famille des Stygarctidae. 

## Liste des espèces
Selon Degma, Bertolani et Guidetti, 2013 :
- Pseudostygarctus apuliae Gallo D’Addabbo, de Zio Grimaldi & D’Addabbo, 2000
- Pseudostygarctus galloae Hansen, Kristensen & Jørgensen, 2012
- Pseudostygarctus mirabilis de Zio Grimaldi, D’Addabbo Gallo & Morone De Lucia, 1998
- Pseudostygarctus rugosus Gallo D’Addabbo, de Zio Grimaldi & Sandulli, 2001
- Pseudostygarctus triungulatus McKirdy, Schmidt & McGinty-Bayly, 1976

## Publications originales
- McKirdy, Schmidt & McGinty-Bayly, 1976 : Interstitielle Fauna von Galapagos. 16. Tardigrada. Mikrofauna Meeresbodens, no 58, p. 1-42.